# Antoni Catasús i Ferret
Antoni Catasús i Ferret (Sitges, 1830 – 1897) va ser un empresari d'hidrocarburs i polític local.

## Biografia
De jove exercí l'ofici patern, traginer, fins que el 1845 emigrà a Santiago de Cuba, a on es dedicà al comerç de queviures. Quan l'activitat agafà volada, amb els seus germans Josep i Pere fundà a mitjans del segle xix la societat comercial Catasús Hnos., dedicada a la comercialització, especialment de queviures. L'entrada de nous socis portà la seva reconversió en Catasús y Casanovas, fins que la guerra dels deu anys els portà el 1868 a abandonar l'illa.

### Catasús y Compañía
Establert a Barcelona, el 1877 hi fundà amb els seus germans i el seu cunyat Josep Planas i Carbonell la societat Catasús y Compañía. Aquesta societat es dedicà a diverses activitats, com l'exportació de vins i la venda de fustes (consta que el 1910 adquirí un magatzem de fustes a Terrassa per a fer-ne una sucursal), però el seu fort foren la importació i refinatge de petroli. D'ella en fou la primera refineria de petroli de l'estat espanyol, emplaçada en el municipi de Sant Martí de Provençals, en el que ara és el Poblenou de Barcelona; inaugurada el 1868, l'edifici rebé la denominació popular de El Petroli. L'empresa participà en l'Exposició Universal de Barcelona de 1888, on guanyà una medalla d'or.
L'any 1890, Catasús y Cía. aconseguí la fragata Villa de Sitges, que dedicà al transport de petroli des dels Estats Units. A aquesta fragata se n'hi uní el 1891 una altra, La Perla de Sitges, i a l'any següent un vapor, el Ciudad de Reus, aquest darrer construït especialment a Anglaterra amb diversos tancs amb capacitat per trenta-quatre mil barrils de petroli, esdevenint un antecessor dels actuals petroliers. La refineria cessà el 1927 (ja mort en Pere Catasús) a causa de la creació del monopoli estatal CAMPSA.

### Actuació municipal
Antoni Catasús va ser elegit el 1881 regidor de Sitges, i entre juliol del 1883 i juny del 1885 en presidí el consistori.